# Salt-Water Poems and Ballads
Salt-Water Poems and Ballads — сборник стихотворений о моряках и истории мореплавания английского поэта Джона Мейсфилда (англ. John Edward Masefield). Впервые сборник был опубликован в 1916 году издательским домом Macmillan с иллюстрациями Чарльза Пирса (англ. Charles Pears).
В сборник вошли два самых знаменитых стихотворения Джона Мейсфилда — "Морская лихорадка" (англ. Sea-Fever) и "Грузы" (англ. Cargoes).

## "Морская лихорадка"
Морская лихорадка

Опять меня тянет в море,  где небо кругом и вода. 

Мне нужен только высокий корабль и в небе одна звезда,

И песни ветров, и штурвала толчки, и белого паруса дрожь, 

И серый, туманный рассвет над водой, которого жадно ждешь.

Опять меня тянет в море, и каждый пенный прибой

Морских валов, как древний зов, влечет меня за собой.

Мне нужен только ветреный день, в седых облаках небосклон,

Летящие брызги, и пены клочки, и чайки тревожный стон.

Опять меня тянет в море, в бродячий цыганский быт, 

Который знает и чайка морей, и вечно кочующий кит.

Мне острая, крепкая шутка нужна товарищей по кораблю

И мерные взмахи койки моей, где я после вахты сплю.

And all I ask is a tall ship and a star to steer her by,

And the wheel's kick and the wind's song and the white sail's shaking,

And a grey mist on the sea's face and a grey dawn breaking.
I must down to the seas again, for the call of the running tide

Is a wild call and a clear call that may not be denied;

And all I ask is a windy day with the white clouds flying,

And the flung spray and the blown spume, and the sea-gulls crying.
I must down to the seas again to the vagrant gypsy life.

To the gull's way and the whale's way where the wind's like a whetted knife;

And all I ask is a merry yarn from a laughing fellow-rover,

Стихотворение впервые увидело свет в 1902 году в дебютном поэтическом сборнике Джона Мейсфилда "Баллады солёной воды" (англ. Salt-Water Ballads) издательства Grant Richards, Лондон. На русском языке стихотворение получило известность в переводе С. Я. Маршака. Существуют и другие переводы стихотворения на русский язык.
В 1923 году "Морская лихорадка" включена издательством Heinemann в книгу "Джон Мейсфилд: Избранные стихотворения" с изменённой первой строкой: "I must go down to the sea again, to the lonely sea and the sky".
Во многих переводах стихотворения на русский язык допущена одна и та же ошибка — словосочетание tall ship переведено как «высокий корабль», хотя правильно будет переводить как «парусный корабль».

## "Грузы"
Грузы

Квинквирема Ниневии из Офира днем лучистым

Возвращается на веслах в порт знакомой Палестины;

Груз: мехи с вином душистым, 

Павианы, кедр, павлины,

И сандал лилово-алый, и клыков слоновых груды.

Из Панамы, с Перешейка, мимо южных пальм, как птица,

Галеон плывет испанский в океанские просторы;

В трюме: пряная корица,

Золотые моидоры,

И алмазы, и топазы, аметисты, изумруды.

Вдоль Ла-Манша, буйным мартом, тащит груз британец валкий,

Залепивший грязной солью и трубу свою, и тросы:

Уголь каменный и балки,

Штабель дров, свинец, подносы,

Скобяной товар и груды жестяной простой посуды.

Rowing home to haven in sunny Palestine,

With a cargo of ivory,

And apes and peacocks,

Sandalwood, cedarwood, and sweet white wine.
Stately Spanish galleon coming from the Isthmus,

Dipping through the Tropics by the palm-green shores,

With a cargo of diamonds,

Emeralds, amythysts,

Topazes, and cinnamon, and gold moidores.
Dirty British coaster with a salt-caked smoke stack,

Butting through the Channel in the mad March days,

With a cargo of Tyne coal,

Road-rails, pig-lead,

Стихотворение "Грузы" (англ. Cargoes) впервые было опубликовано в сборнике "Баллады" (издательство Elkin Mathews, Лондон, 1903) — втором поэтическом сборнике Джона Мейсфилда.

## В музыке
Стихотворение "Морская лихорадка" было положено на музыку многими композиторами, включая версии Джона Айрленда 1913 года и Патрика Клиффорда 2010 года.
В 2012 году впервые проведен творческий фестиваль Sea Fever посвященный морю, названный в честь одноименного стихотворения. Девизом фестиваля стала строчка "Всё что мне нужно — это парусный корабль" (англ. All I ask is a tall ship)

## В кино
Стихотворение "Морская лихорадка" цитируется в фильме "Вилли Вонка и шоколадная фабрика" (англ. Willy Wonka & the Chocolate Factory) 1971 года.
Капитан Джеймс Тиберий Кирк дважды цитирует строки из "Морской лихорадки": "Звёздный путь: Оригинальный сериал" (англ. Star Trek: The Original Series), 2 сезон, 24 серия "Суперкомпьютер" и "Звёздный путь 5: Последний рубеж" (англ. Star Trek V: The Final Frontier).
Также стихотворение упоминается в фильме "Небесный Капитан и мир будущего" (англ. Sky Captain and the World of Tomorrow).

## Further reading
- Babington Smith, Constance (1978). John Masefield: A Life. Oxford University Press.